# Schmalkaldiska förbundet
Schmalkaldiska förbundet som bildades 1531 i Schmalkalden utgjordes av tyska evangeliska furstar och städer till protestantismens försvar mot Tysk-romerska riket och dess kejsare Karl V. Initiativtagare var Johan den ståndaktige av Sachsen och Filip den ädelmodige. I december 1535 öppnades förbundet upp för fler varpå tyska städer och Anhalt, Württemberg, Pommern gick med. Förbundet stöddes även av Frans I av Frankrike, efter att Süleyman I lovat hjälpa honom - men han övergav det efter påtryckningar från katoliker. 1538 gick Danmark med. Förbundet blev anfallna efter att kejsaren fått fred på andra fronter i vad som blev schmalkaldiska kriget. 
Schmalkaldiska förbundet upplöstes efter nederlaget i slaget vid Mühlberg.